# بانی‌باش
بانی‌باش (انگلیسی: Banibash) یک شهرک در شهرستان یانائولسکی استان باشقیرستان کشور روسیه است.